# Pierre-François Duboë
Pierre-François Duboë est un homme politique français né le 23 septembre 1749 à Saint-Evroult-Notre-Dame-du-Bois (Orne) et décédé à une date inconnue.
Juge au tribunal civil de Laigle, il est député de l'Orne à la Convention, il vote pour la détention de Louis XVI. Il entre le 4 brumaire an IV au Conseil des Anciens.

## Sources
- « Pierre-François Duboë », dans Adolphe Robert et Gaston Cougny, Dictionnaire des parlementaires français, Edgar Bourloton, 1889-1891 [détail de l’édition]